# Microctenopoma milleri
Microctenopoma milleri är en fiskart som först beskrevs av Norris och Douglas, 1991.  Microctenopoma milleri ingår i släktet Microctenopoma och familjen Anabantidae. IUCN kategoriserar arten globalt som otillräckligt studerad. Inga underarter finns listade i Catalogue of Life.